# Eisenbahnunfall von Tongi
Der Eisenbahnunfall von Tongi war der Frontalzusammenstoß zweier völlig überbesetzter Schnellzüge am 15. Januar 1989 im Bahnhof von Tongi, Bangladesh. Mindestens 130 Menschen starben.

## Unfallhergang
Der eine Zug befand sich auf dem Weg von Dhaka nach Chittagong, der andere war in entgegengesetzter Richtung unterwegs. Beide Züge waren völlig überbesetzt. Eine (pakistanische) Quelle nennt als Ursache zahlreiche moslemische Gläubige, die sich auf Pilgerfahrt befanden, eine andere Quelle nennt zahlreiche Büroangestellte, die sich im Berufsverkehr auf dem Weg nach Dhaka befanden. Die Menschen reisten zum Teil auf den Wagendächern und zwischen den Wagen. Die Ursache für den Frontalzusammenstoß nennen die Quellen nicht, nur dass eine Untersuchung unter der Leitung eines Richters am obersten Gerichtshof von Bangladesh eingeleitet worden sei.

## Folgen
Mindestens 130 Menschen starben, mehr als 1000 wurden verletzt. Ein landesweiter Tag der Trauer um die Opfer des Eisenbahnunfalls wurde ausgerufen.